# 四国学院大学香川西高等学校
四国学院大学香川西高等学校 （しこくがくいんだいがくかがわにしこうとうがっこう）は、香川県三豊市高瀬町下勝間に所在する私立高等学校。

## 沿革
- 1951年 - 三豊家政専門学校が開校。（準学校法人上戸服装学園）
- 1959年 - 学校法人上戸学園に組織変更。
- 1960年 - 上戸学園高等学校が開校。
- 1987年 - 香川西高等学校に校名変更。
- 2007年 - 学校法人瀬戸内学院に法人名変更。
- 2011年 - 四国学院大学の協定校になる。
- 2016年 - 四国学院大学香川西高等学校に校名変更。これに伴い、校章・校歌・スクールカラーも変更される[1]。

## 設置課程
- 全日制
  - 普通科
    - 特別進学コース
    - 進学総合コース
    - 体育コース

  - 商業科
  - 衛生看護科（本科）
- 衛生看護専攻科

## 関連学校
- 四国学院大学専門学校

## 部活動
- 男子サッカー部
  - 全国高等学校サッカー選手権大会出場10回
- 女子サッカー部
  - 全日本高等学校女子サッカー選手権大会出場1回
- ソフトテニス部
  - 全国高等学校総合体育大会優勝1回
- 硬式野球部
  - 選抜高等学校野球大会出場1回
  - 全国高等学校野球選手権大会出場4回
  - 春季四国地区高等学校野球大会優勝1回
- ゴルフ部
- 陸上競技部
  - 全国高等学校駅伝競走大会出場：女子3回
- バレーボール部
- 軟式野球部
  - 全国高等学校軟式野球選手権大会出場1回
- バスケットボール部
- バドミントン部
- 卓球部

## 校歌
- 校歌（校名変更後、作詞：得永幸子 作曲：高浪晋一）[2]
- 校歌（校名変更前、作詞：河西新太郎 作曲：大川かづゆき）[3]

## 最寄駅
- 四国旅客鉄道予讃線 高瀬駅

## 著名な教員
- 梶和三郎（校長、元灘中学校・高等学校校長）

## 著名な出身者

### サッカー
- 大西孝治（サッカー選手）
- 阪本翔一朗（サッカー選手）
- 高木和正（サッカー選手）
- 登里享平（サッカー選手）
- 福家勇輝（サッカー選手）
- 藤谷匠（サッカー選手）
- 本田功輝（サッカー選手）
- 山田将司（サッカー選手）
- 吉田源太郎（サッカー選手）
- 東川続（サッカー選手）

### ゴルフ
- 片岡大育（プロゴルファー）
- 木下稜介（プロゴルファー）
- 亀代順哉（プロゴルファー）
- 谷口拓也（プロゴルファー）
- 前田陽子（プロゴルファー）

### その他
- 中堀成生(ソフトテニス選手）
- 十川孝富（プロ野球選手）
- 島田角栄（映画監督、元同校野球部主将）